# یوهان آلبرشت فون ماندلسلو
یوهان آلبرشت فون ماندلسلو (به آلمانی: Johann Albrecht von Mandelslo) (زاده ۱۵ مه ۱۶۱۶ در شونبرگ؛ مرگ ۱۶ مه ۱۶۴۴ در پاریس) یک نجیب‌زاده، دیپلمات و جهانگرد آلمانی بود. وی در قرن هفدهم میلادی در معیت یک هیئت دیپلماتیک به اصفهان سفر کرد و سپس از آن هیئت جدا شد و به مناطق دیگر ایران و همچنین قلمرو امپراتوری گورکانیان هند سفر کرد. وی با حک نام خود روی دروازه ملل پارسه به این اثر تاریخی صدمه رسانده‌است. ماندلسلو کتابی با نام سفرنامه خاوری (به آلمانی: Morgenländische Reisebeschreibung) دربارهٔ مشاهداتش از سفر به سرزمینهای ایران و هند نگاشته‌است.